# Wolfgang Reuter
Pour les articles homonymes, voir Reuter.
Wolfgang Reuter, né le 28 juillet 1969 à Butgenbach est un homme politique belge germanophone, membre du ProDG.
Il est boucher et maître-traiteur.

## Fonctions politiques
- 2006-     : Echevin de Bullange
- 2014-     : membre du parlement germanophone en suppléance de Harald Mollers, ministre, empêché